# Filipstad (comuna)
Filipstad ou Filipestádio (em sueco: Filipstad kommun) é uma comuna da Suécia localizada no condado de Varmlândia. Sua capital é a cidade de Filipstad. Possui 1 534 quilômetros quadrados e segundo censo de 2018, havia 10 837 habitantes.